# Tippi Hedren

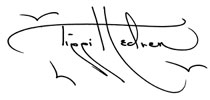
Firma di Tippi Hedren

Tippi Hedren, pseudonimo di Nathalie Kay Hedren (New Ulm, 19 gennaio 1930), è un'attrice, ex modella e ambientalista statunitense, scoperta dal regista Alfred Hitchcock. È madre dell'attrice Melanie Griffith e nonna dell'attrice Dakota Johnson.

## Biografia
Figlia di Bernard Carl, piccolo negoziante di origini svedesi e di Dorothea Henrietta Eckhardt, maestra di origine tedesca e norvegese. Ha una sorella maggiore, Patricia Louise, nata nel 1926. Nel 1934 la sua famiglia si trasferì a Minneapolis. In questa città iniziò a fare la modella nelle sfilate che talvolta avvenivano nei grandi magazzini. Alla fine degli anni quaranta la famiglia si trasferì a Los Angeles, ma lei, compiuti i 20 anni, per seguire il suo sogno di modella si trasferì a New York, dove ottenne un contratto con la Ford Models. Divenne quindi un'apprezzata fotomodella-indossatrice; apparve in varie riviste come Life Magazine e Harper's Bazaar; la sua prima pubblicità fu per la nota marca di sigarette Chesterfield.
Prima di essere scoperta da Alfred Hitchcock e di diventare famosa come "Tippi" Hedren, aveva partecipato ventenne al film Ogni anno una ragazza (1950) di Henry Levin come semplice comparsa, dunque non accreditata nei titoli. Nell'ottobre del 1961 il maestro inglese la notò in uno spot pubblicitario televisivo per la bevanda dietetica Sego e fu colpito dalle sue movenze, dall'eleganza del volto e dai capelli biondi, tutte caratteristiche della donna-tipo prediletta dal regista, così che, stando alle dichiarazioni della moglie e collaboratrice Alma Reville, si convinse di trovare nella Hedren una degna erede della sua attrice-musa per eccellenza Grace Kelly, che nel 1956 aveva abbandonato il cinema per sposare Ranieri di Monaco e diventare principessa di Monaco.
Una volta contattata dalla casa produttrice Universal Pictures, il regista la incontrò e le affidò il complesso ruolo di Melanie Daniels, protagonista del suo nuovo e atteso film Gli uccelli (1963), affiancandola a giovani attori emergenti e come lei provenienti dalla televisione (Suzanne Pleshette e Veronica Cartwright) o già affermati tanto al cinema quanto in teatro (Rod Taylor e Jessica Tandy). Da poco divorziata dal primo marito e trasferitasi nuovamente in California insieme alla figlioletta Melanie, dopo la firma di un contratto in esclusiva per cinquecento dollari la settimana, fu lo stesso Hitchcock a guidarla e a imporle il nome d'arte Tippi, suggerito dal vezzeggiativo svedese tupsa ("piccolina") con cui veniva affettuosamente chiamata dal padre sin da bambina.

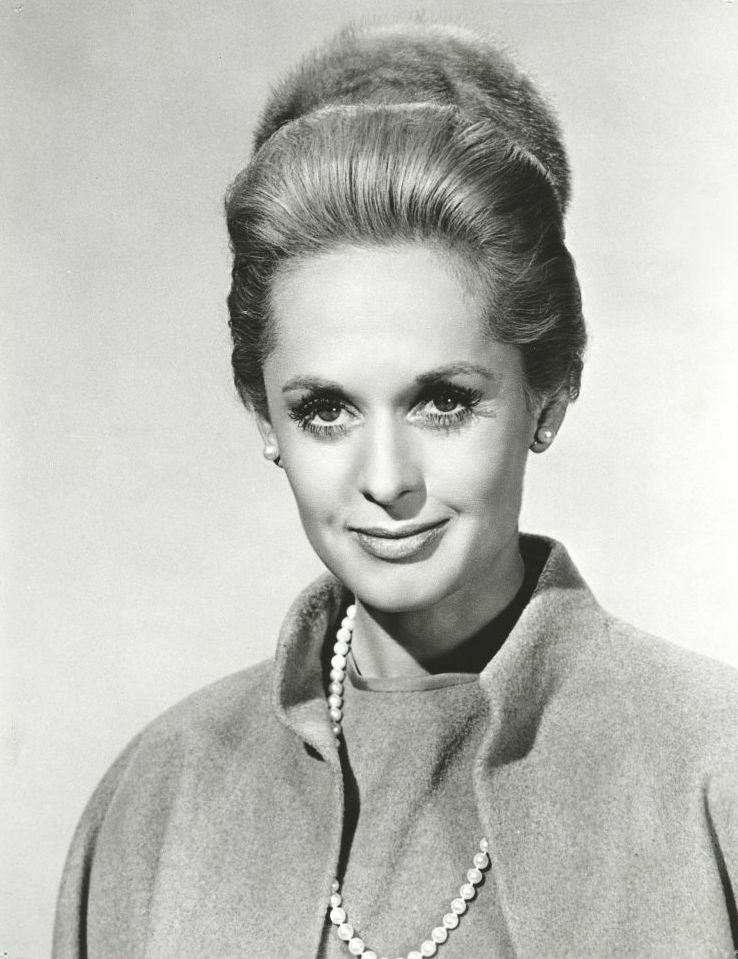
Tippi Hedren nel 1964

Data la scarsa esperienza come attrice, fu per lei necessario un lento e costante apprendistato, che comprendese numerose sessioni di trucco, costosi provini girati insieme a Martin Balsam, nei quali si replicavano alcune scene tratte da celebri pellicole del regista, un ricco guardaroba anche personale e il diretto coinvolgimento in ogni fase della preparazione del film: un trattamento particolare e raramente riservato dal regista ad altre sue "attrici-feticcio". Durante le riprese, effettuate nel periodo marzo-luglio 1962, la Hedren affrontò spesso scene complesse in cui ebbe a che fare con stormi di uccelli impazziti, alcuni meccanici o solo disegnati sulla pellicola, ma in molti casi in carne e ossa.
Durante le scene in cui veniva brutalmente attaccata da una moltitudine di gabbiani e di corvi lanciati contro di lei che si trovava all'interno di un'auto in sosta e di una cabina telefonica (i cui vetri si frantumarono provocandole alcuni graffi al volto) e nella soffitta di una fattoria isolata, l'attrice dovette sottoporsi a ripetute ed estenuanti riprese; in quest'ultima circostanza subì un crollo nervoso, per cui si resero necessari un periodo di riposo e l'interruzione forzata delle riprese per vari giorni. Fu un evento inedito nei film di Hitchcock; nel frattempo, per la scena immediatamente successiva, l'attrice venne sostituita da una controfigura. La pellicola ebbe ovunque un grande battage pubblicitario e venne presentata fuori concorso al Festival di Cannes, garantendo così un'improvvisa visibilità alla sua protagonista. Nel 1964 la Hedren ottenne sia il premio di Photoplay come migliore attrice rivelazione dell'anno, sia una candidatura per il Golden Globe come migliore attrice esordiente, premio che vinse condividendolo con Elke Sommer e Ursula Andress. Il film ottenne un notevole successo al botteghino, e il personaggio di Melanie Daniels resterà il ruolo più celebre e identificativo della sua carriera.
Subito dopo Hitchcock le affidò il ruolo di una donna repressa e cleptomane nel film Marnie (1964) al fianco di Sean Connery. Inizialmente, per il ruolo della protagonista femminile, il regista cercò insistentemente di convincere a tornare sulle scene la principessa di Monaco Grace Kelly, la quale declinò l'offerta. La lavorazione del film risultò ancora più difficile e traumatica per la Hedren, soprattutto per la pesante attenzione nei suoi confronti da parte di Hitchcock, che sviluppò infatti una vera e propria ossessione personale per la giovane attrice, che non si limitava solo al suo lavoro, ma si estendeva anche alla vita privata, con estrema tensione sul set e senza una comunicazione diretta tra i due interessati, effettuata solo tramite interposta persona.
La Hedren, che a quel punto il regista nominava semplicemente come "La ragazza", resistette nella consapevolezza che quel difficile ruolo le avrebbe consentito di proseguire con una brillante carriera, con il favore del pubblico e della critica. Alla fine della lavorazione però, Hitchcock, che pure aveva in mente per lei un ulteriore terzo film da girare insieme, tratto dalla commedia Mary Rose di J. M. Barrie, impedì all'attrice di lavorare ancora con lui o con qualunque altro produttore e regista; tra questi vi fu François Truffaut, che l'avrebbe voluta quale protagonista femminile di Fahrenheit 451 (1966), nel ruolo poi assegnato a Julie Christie. Fino al 1967 venne tenuta sotto contratto in esclusiva con la Universal, ottenendo solo sporadiche apparizioni in serie televisive come I giorni di Bryan (1965), accanto a Ben Gazzara, ma con la garanzia dei compensi già previsti. Come riferito dall'attrice nella sua autobiografia, Hitchcock impedì anche ai dirigenti della casa produttrice di proporla tra le candidate al premio Oscar di quell'anno per la sua interpretazione in Marnie, che la stessa Hedren ha dichiarato essere la migliore della sua carriera.

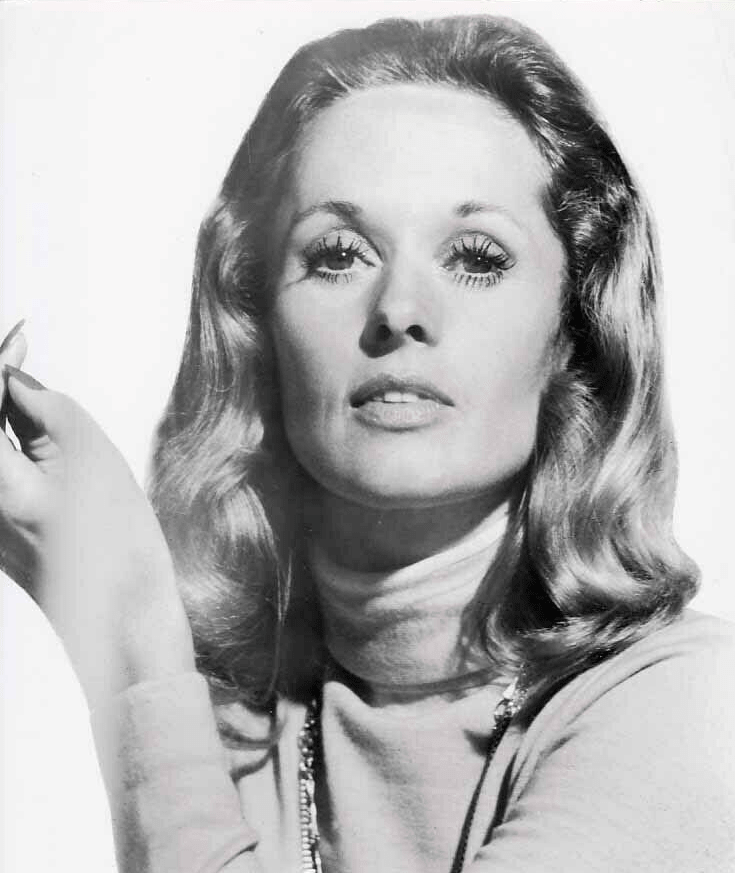
Tippi Hedren in The Harrad Experiment (1973)

La storia del tormentato rapporto fra i due (che si incontrarono l'ultima volta a Londra nel 1966) verrà poi pubblicamente raccontata dalla stessa attrice in varie circostanze dopo la morte del regista, avvenuta nel 1980. Nel 2012 divenne il tema centrale del film per la TV di produzione britannica The Girl - La diva di Hitchcock di Julian Jarrold, tratto da un soggetto di Donald Spoto, biografo del maestro inglese, ove i personaggi della Hedren e di Hitchcock furono interpretati da Sienna Miller e Toby Jones. In seguito la carriera della Hedren non decollò mai pienamente e l'attrice restò legata, per il pubblico e la critica internazionale, alla sua collaborazione con Hitchcock negli anni sessanta, del quale però verrà considerata con rispetto l'ultima vera musa, bionda e fascinosa, in apparenza algida e sfuggente.
Nel 1967 apparve nella commedia La contessa di Hong Kong, diretta da Charlie Chaplin, ma in un ruolo non più da protagonista, accanto a Marlon Brando e Sophia Loren. Dopo la conclusione del contratto stipulato nel 1961 venne impiegata in film minori, come La grande rapina di Long Island (1968) di R.G. Springsteen, accanto a Christopher George e gli inediti (in Italia), Satan's Harvest (1970) di George Montgomery, Mr. Kingstreet's War (1971) di Percival Rubens, The Harrad Experiment (1973) di Ted Post e Allá donde muere el viento (1976) di Fernando Siro. Nel 1968 venne annunciata la sua partecipazione a un film da girare in Spagna e ambientato durante la guerra civile americana, dal titolo Seven Against Kansas, con la regia di David Friedkin, accanto a Farley Granger, Jeffrey Hunter, Richard Crenna e Robert Conrad, ma il progetto non andò in porto. Nel 1969 rifiutò il ruolo della protagonista femminile in Il terrore negli occhi del gatto di David Lowell Rich, poi assegnato a Gayle Hunnicutt. Nel 1975 rinunciò a impersonare l'infermiera Mildred Ratched con cui Louise Fletcher vinse l'Oscar alla miglior attrice per Qualcuno volò sul nido del cuculo di Miloš Forman.

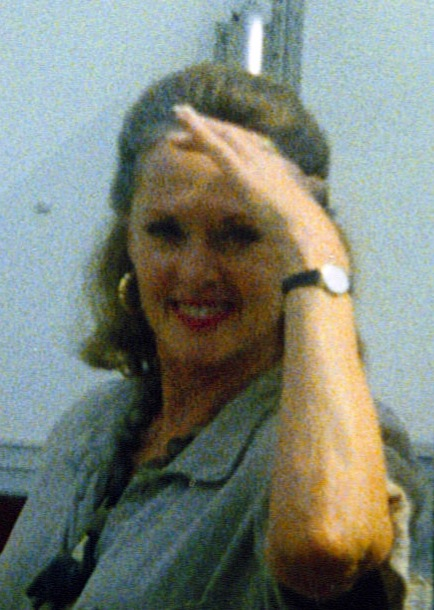
Tippi Hedren sul set de Gli uccelli II (1994)

Dopo questa fase incerta della propria carriera, con qualche cameo televisivo e pellicole cinematografiche di scarso successo, ottenne un primo rilancio internazionale con il film Il grande ruggito (1981), una costosa produzione indipendente protrattasi per ben undici anni, finanziata anche dalla stessa attrice e diretta dall'allora suo marito Noel Marshall, cui seguì Foxfire Light (1982) di Allen Baron, ove recitò insieme a Leslie Nielsen. Nel 1985 apparve nell'episodio pilota della serie TV Alfred Hitchcock presenta e in seguito in altre note produzioni quali Hotel (1988), L'ispettore Tibbs (1991) e La signora in giallo (1993). Nella stagione televisiva 1990-1991 venne inserita nel cast della celebre soap opera Beautiful nel ruolo di Helen MacLaine. Nel 1994, in un ruolo differente dall'originale, fu tra gli interpreti del sequel televisivo Gli uccelli II di Rick Rosenthal, che si rilevò piuttosto deludente. A partire dal film Uno sconosciuto alla porta (1990) di John Schlesinger, di cui era protagonista la figlia Melanie Griffith, l'attrice venne riscoperta dai registi e riapparve con più frequenza sugli schermi, anche televisivi, sia pure in ruoli prevalentemente secondari. Tra le sue pellicole più recenti si segnalano Birdemic (2008) di James Nguyen, Jayne Mansfield's Car - L'ultimo desiderio (2012) di Billy Bob Thornton e The Ghost and the Whale (2017) di Anthony Gaudioso e James Gaudioso.
Divenuta convinta animalista e ambientalista, insieme ai suoi familiari la Hedren fondò nel 1972 la riserva naturale Shambala ad Acton, nel deserto della California, che promuove soprattutto la conoscenza e la protezione di tigri, leoni, leopardi e gatti selvatici; è tuttora diretta da un ente no profit appositamente costituito nel 1983. Sembra che per finanziare quel progetto l'attrice avesse inizialmente impegnato la costosa pelliccia di visone che indossava in varie scene del film Gli uccelli, e che ottenne poi in regalo dallo stesso Hitchcock. In seguito si è dedicata anche ad altre attività imprenditoriali, tra cui alcune nel settore della cosmetica.
Dopo avere scritto il libro Cats of Shambala (1985), in collaborazione con Theodore Taylor, sulla sua esperienza durante le complesse riprese del film Il grande ruggito, in collaborazione con Lindsay Harrison nel 2016 ha pubblicato l'autobiografia Tippi. A Memoir, inedita in Italia. Nel 2018, quasi novantenne, è tornata a fare la modella televisiva apparendo nelle vesti di una misteriosa indovina in occasione della campagna pubblicitaria di Gucci Gioielli e orologi. Nel 2021 la regista Marita Neher ha girato un documentario sulla sua vita professionale e privata, di produzione tedesca.
Dalla metà degli anni novanta ha ricevuto vari premi e riconoscimenti, anche internazionali, tra cui nel 2003 una targa nella famosa Hollywood Walk of Fame.

## Vita privata
Tippi Hedren si è sposata tre volte: dal 1952 al 1961 con il manager pubblicitario Peter Griffith, da cui nel 1957 ha avuto la sua unica figlia, l'attrice Melanie Griffith; dal 1964 al 1982 con il proprio agente e regista Noel Marshall, e dal 1985 al 1995 con l'industriale dell'acciaio Luis Barrenechea. Negli anni 2002-2008 ha avuto una relazione con il veterinario Martin Dinnes. Nel 1985, a 55 anni di età, è diventata nonna di Alexander, nato dal matrimonio tra la Griffith e il collega Steven Bauer. Nel 1989 è diventata nonna anche di Dakota Johnson, figlia di Melanie e dell'attore Don Johnson, e nel 1996 di Stella, nata durante il matrimonio della Griffith con l'attore spagnolo Antonio Banderas.

## Filmografia

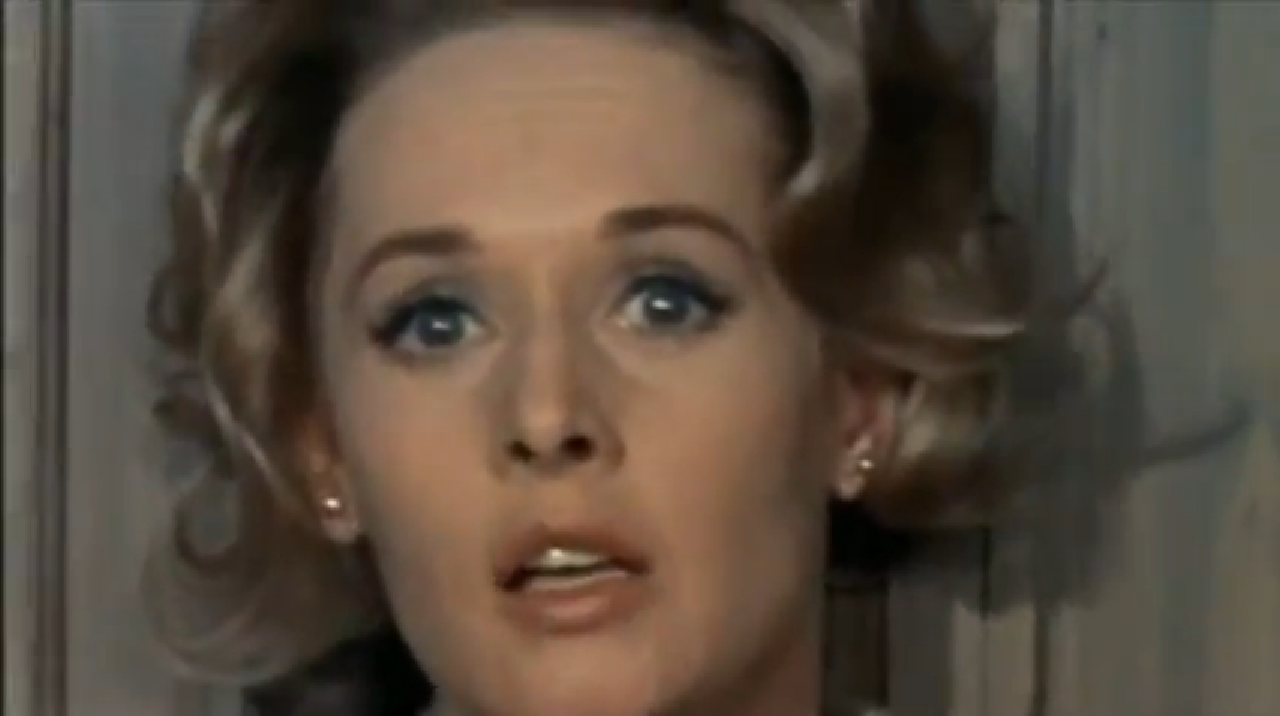
Tippi Hedren ne Gli uccelli (1963)

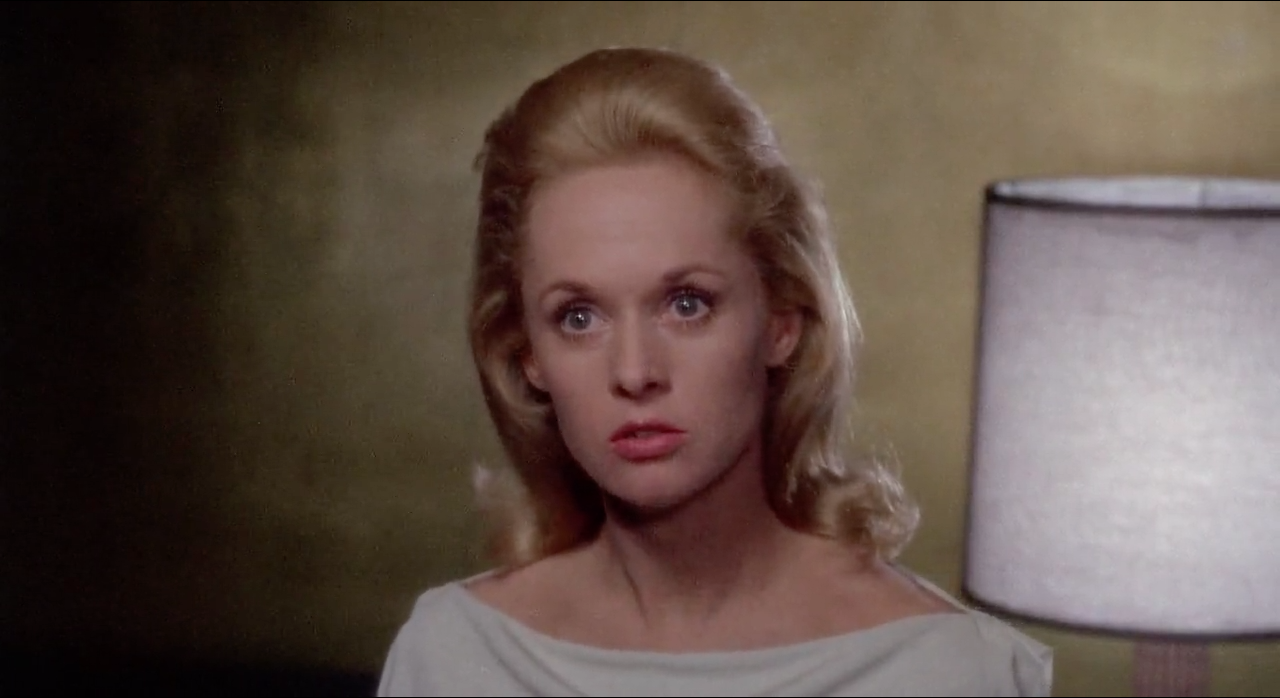
Tippi Hedren in Marnie (1964)

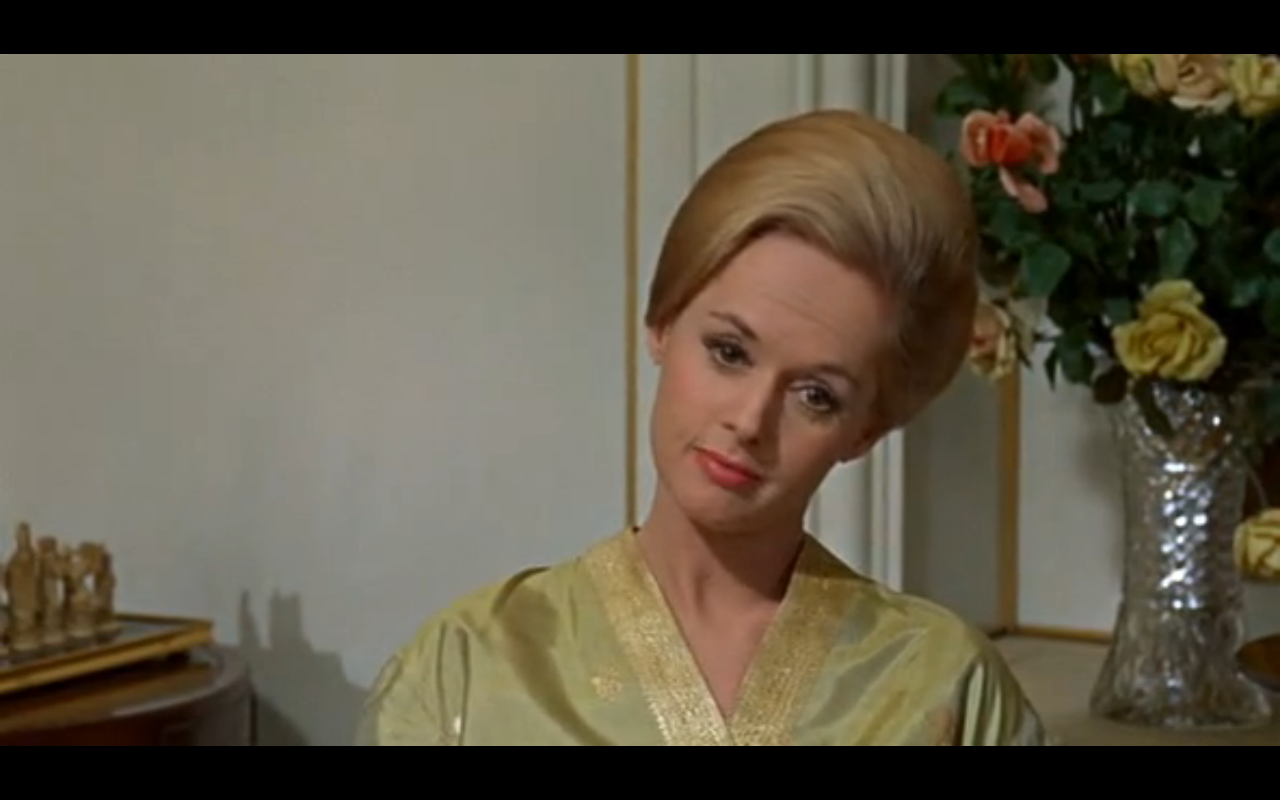
Tippi Hedren in La contessa di Hong Kong (1967)

### Attrice

#### Cinema
- Ogni anno una ragazza (The Petty Girl), regia di Henry Levin (1950) - non accreditata
- Gli uccelli (The Birds), regia di Alfred Hitchcock (1963)
- Marnie, regia di Alfred Hitchcock (1964)
- La contessa di Hong Kong (A Countess from Hong Kong), regia di Charlie Chaplin (1967)
- La grande rapina di Long Island (Tiger by the Tail), regia di R.G. Springsteen (1968)
- The Man and the Albatross, regia di Jean-Pierre Decourt (1969)
- Satan's Harvest, regia di George Montgomery (1970)
- Mr. Kingstreet's War, regia di Percival Rubens (1971)
- The Harrad Experiment, regia di Ted Post (1973)
- Allá donde muere el viento, regia di Fernando Siro (1976)
- Il grande ruggito (Roar), regia di Noel Marshall (1981)
- Foxfire Light, regia di Allen Baron (1982)
- Terrore in sala (Terror in the Aisles), regia di Andrew J. Kuehn (1984)
- Deadly Spygames, regia di Jack M. Sell (1989)
- Brividi nella notte (In the Cold of the Night), regia di Nico Mastorakis (1990)
- Uno sconosciuto alla porta (Pacific Heights), regia di John Schlesinger (1990)
- Teresa's Tattoo, regia di Julie Cypher (1994)
- Attenzioni inevitabili (Inevitable grace), regia di Alex Monty Canawati (1994)
- La storia di Ruth, donna americana (Citizen Ruth), regia di Alexander Payne (1996)
- Mulligans!, regia di Miles Hood Swarthout (1997) - corto
- Break Up - punto di rottura (Break Up), regia di Paul Marcus (1998)
- I Woke Up Early the Day I Died, regia di Aris Iliopulos (1998)
- Exposé, regia di Daphna Edwards (1998)
- The Storytellers, regia di James D.R. Hickox (1999)
- Tea with Grandma, regia di Jonathan Fahn (2001) - corto
- Ice Cream Sundae, regia di Désirée Nosbusch (2001) - corto
- Searching for Haizmann, regia di Scott Gordon e Ron Meyer (2003)
- DarkWolf, regia di Richard Friedman (2003)
- Rose's Garden, regia di Shawna Baca e Craig Nisker (2003)
- Julie and Jack, regia di James Nguyen (2003)
- Raising Genius, regia di Linda Voorhees e Bess Wiley (2004)
- Bugie nella mente (Mind Rage), regia di Mark Allen Michaels (2004)
- I Heart Huckabees - Le strane coincidenze della vita (I Heart Huckabees), regia di David O. Russell (2004)
- Diamond Zero, regia di David Gaz e Annelie Wilder (2005)
- Strike the Tent, regia di A. Blaine Miller e Julian Adams (2005)
- Replica, regia di James Nguyen (2005)
- The Boneyard Collection, regia di Edward L. Plumb (2006)
- Dead Write, regia di Michael Connell (2007)
- Her Morbid Desires, regia di Edward L. Plumb (2008)
- Birdemic (Birdemic: Shock and Terror), regia di James Nguyen (2008)
- Cousin Sarah, regia di Jenni Gold (2011)
- Jayne Mansfield's Car - L'ultimo desiderio (Jayne Mansfield's Car), regia di Billy Bob Thornton (2012)
- Free Samples, regia di Jay Gammill (2012)
- Return to Babylon, regia di Alex Monty Canawati (2013)
- The Ghost and the Whale, regia di Anthony Gaudioso e James Gaudioso (2017)
- Something Horrible, regia di Jeremy Kriss (2018) - voce

#### Televisione
- The Crisis – serie TV, 1 episodio (1965)
- I giorni di Bryan (Run for Your Life) – serie TV, episodio 1x03 (1965)
- Una moglie per papà (The Courtship of Eddie's Father) – serie TV, 2 episodi (1970-1971)
- La donna bionica (The Bionic Woman) – serie TV, episodio 1x05 (1976)
- Cuore e batticuore (Hart to Hart) – serie TV, episodio 4x11 (1983)
- Un salto nel buio (Tales from the Darkside) – serie TV, episodio 1x06 (1984)
- Alfred Hitchcock presenta (Alfred Hitchcock Presents) – serie TV, episodio 1x01 (1985)
- Hitchcock - Il brivido del genio, regia di Francesco Bortolini e Claudio Masenza – film TV (1986)
- Hotel – serie TV, 1 episodio (1988)
- Baby Boom – serie TV, 1 episodio (1988)
- Amore riportami in campagna (Return to Green Acres), regia di William Asher – film TV (1990)
- Beautiful (The Bold and the Beautiful) – soap opera, 32 puntate (1990-1991)
- L'ombra di un dubbio (Shadow of a Doubt), regia di Karen Arthur – film TV (1991)
- L'ispettore Tibbs (In the Heat of the Night) – serie TV, 1 episodio (1991)
- Gli occhi dell'assassino (Through the Eyes of a Killer), regia di Peter Markle – film TV (1992)
- Perry Mason: Elisir di morte (Perry Mason: The Case of the Skin-Deep Scandal), regia di Christian I. Nyby II – film TV (1993)
- La signora in giallo (Murder, She Wrote) – serie TV, episodio 10x06 (1993)
- Gli uccelli II (The Birds II: Land's End), regia di Rick Rosenthal – film TV (1994)
- L'eredità degli Hollister (Treacherous Beauties), regia di Charles Jarrott (1994)
- Dream On – serie TV, 5 episodi (1994-1996)
- Adventures from the Book of Virtues – serie TV, 1 episodio (1997)
- The Guardian, regia di Rob Cohen – film TV (1997)
- Chicago Hope – serie TV, 1 episodio (1998)
- Invasion America – serie TV, 13 episodi (1998)
- Arli$$ – serie TV, 1 episodio (1998)
- La cantina degli orrori (The Darklings), regia di Jeffrey Reiner – film TV (1999)
- Senza papà (Replacing Dad), regia di Joyce Chopra – film TV (1999)
- Bull – serie TV, 1 episodio (2000)
- Hollywood Off-Ramp – serie TV, 1 episodio (2000)
- Providence – serie TV, 3 episodi (2000)
- The Nightmare Room – serie TV, episodio 1x05 (2001)
- 111 Gramercy Park, regia di Bill D'Elia – film TV (2003)
- Fashion House – serie TV, 10 episodi (2006)
- 4400 (The 4400) – serie TV, 1 episodio (2006)
- CSI - Scena del crimine (CSI: Crime Scene Investigation) – serie TV, 1 episodio (2008)
- Nora Roberts - Un dono prezioso (Tribute), regia di Martha Coolidge – film TV (2009)
- Aiutami Hope! (Raising Hope) – serie TV, 1 episodio (2012)
- Cougar Town – serie TV, 1 episodio (2013)

### Doppiatrice
- Batman - Cavaliere della notte - Queen Hippolyta
- Batman: The Brave and the Bold - Queen Hippolyta

## Riconoscimenti
- Golden Globe
  - 1964 – Migliore attrice debuttante per Gli uccelli
- CinEuphoria Awards
  - 2017 – Premio alla carriera
- Hollywood Walk of Fame
  - 2003 – Stella

## Doppiatrici italiane
Nelle versioni in italiano dei suoi film, Tippi Hedren è stata doppiata da:
- Melina Martello in Il grande ruggito, CSI - Scena del crimine, Aiutami Hope!
- Maria Pia Di Meo in Gli uccelli, Marnie
- Mirella Pace in La signora in giallo, Senza papà
- Serena Verdirosi in Marnie (scena finale)
- Rosetta Calavetta in La contessa di Hong Kong
- Valeria Valeri in Beautiful
- Ada Maria Serra Zanetti in Attrazioni inevitabili
- Giuliana Nanni in DarkWolf
- Caterina Rochira in Gli uccelli II
- Vanna Busoni in La cantina degli orrori
- Barbara De Bortoli in 4400
- Graziella Polesinanti in Cougar Town

## Libri
- (EN) Cats of Shambala, 1985.
- (EN) Tippi. A Memoir, 2016.